# آلبرتو پیگایانی
آلبرتو پیگایانی (ایتالیایی: Alberto Pigaiani؛ ۱۵ ژوئیه ۱۹۲۸ – ۱۵ ژوئن ۲۰۰۳) وزنه‌بردار اهل ایتالیا بود.
وی در مسابقات کشوری و بین‌المللی در مجموع برندهٔ ۲ مدال نقره، ۳ مدال برنز شده‌است.